# Probles pygmaeus
Probles pygmaeus är en stekelart som först beskrevs av Zetterstedt 1838.  Probles pygmaeus ingår i släktet Probles och familjen brokparasitsteklar. Arten är reproducerande i Sverige. Inga underarter finns listade i Catalogue of Life.